# Ernst Moog (Geistlicher)
Ernst Moog (* 12. Dezember 1891 in Dortmund; † 25. September 1930 in Bonn) war ein deutscher alt-katholischer Geistlicher und Theologe.

## Leben
Ernst Moog war der Sohn des alt-katholischen Geistlichen und späteren Bischofs Georg Moog (1863–1934) und dessen Ehefrau Gertrud geb. Baum (1865–1931). Mit einer Schwester und einem Bruder wuchs er in Dortmund und in Krefeld auf, wo der Vater Pfarrer war, und studierte an der Universität Bonn altkatholische Theologie. 1914 wurde er an der Universität Bern zum Doctor theologiae promoviert. Die Priesterweihe empfing er am 4. Oktober 1914 durch seinen Vater, der seit 1912 Bischof der deutschen Alt-Katholiken war.
Danach war er Vikar in Köln, wo auch sein Vater Vikar gewesen war, später Pfarrverweser in Stühlingen und in Witten. 1918 wurde er zum Regens des Bischöflichen Seminars ernannt. Dies führte dazu, dass von jenen, die sich bei der Bischofswahl 1912 gegen Georg Moog ausgesprochen hatten, der Vorwurf des Nepotismus erhoben wurde. Nach der Schließung des Seminars 1922 wechselte Ernst Moog auf die Pfarrstelle in Krefeld. Er war jedoch zunehmend unzufrieden mit der Situation der Alt-Katholischen Kirche in Deutschland. Sein Vater schreibt in seinen Lebenserinnerungen:

„Was Ernst früh innerlich unmutig stimmte, war die mit den Jahren zunehmende Erkenntnis der Erfolglosigkeit unserer Kirche trotz ihrer großen geschichtlichen Bedeutung im Kampfe gegen die römische Übermacht.“

Ernst Moog schloss sich rechtsextremen Kreisen an, schrieb für die völkische Zeitschrift Flammenzeichen sowie für den von Friedrich Andersen und Joachim Kurd Niedlich gegründeten antisemitischen Bund für Deutsche Kirche. Moogs provokantes Auftreten beschreibt Matthias Ring: „Bei der rheinischen Bezirkssynode in Düsseldorf am 9. März 1930 kam es zum Eklat, als Pfarrer Ernst Moog, der Sohn des Bischofs, politische Töne anschlug. Demmel berichtet, Ernst Moog habe sich gebrüstet, ‚dass er der einzige Pfarrer Kr[e]felds gewesen sei, der sich für das Volksbegehren [gegen den Youngplan] erklärt habe; er wies weiterhin nach, dass unsere Kirche immer für Kaiser, Reich und das Heer eingetreten sei, und rief unseren Linksleuten, die daraufhin den Saal verliessen, zu, sie sollten doch aus der Kirche austreten.‘ Bischof Georg Moog habe kein Wort gefunden, um diese Entgleisung seines Sohnes zu mildern.“
Während eines Besuches bei seinem Vater im Bischofshaus in Bonn erlitt Ernst Moog am 24. September 1930 einen Gehirnschlag und starb gegen Mitternacht des darauffolgenden Tages im Bonner Herz-Jesu-Hospital. Da seine Beisetzung nur im kleinen Kreis stattfand, kamen bald Gerüchte über eine Selbsttötung auf, deren Anlass eine Auseinandersetzung zwischen Vater und Sohn gewesen sein sollte. Erst durch Nachforschungen von Matthias Ring konnten diese Spekulationen 2007 widerlegt werden.

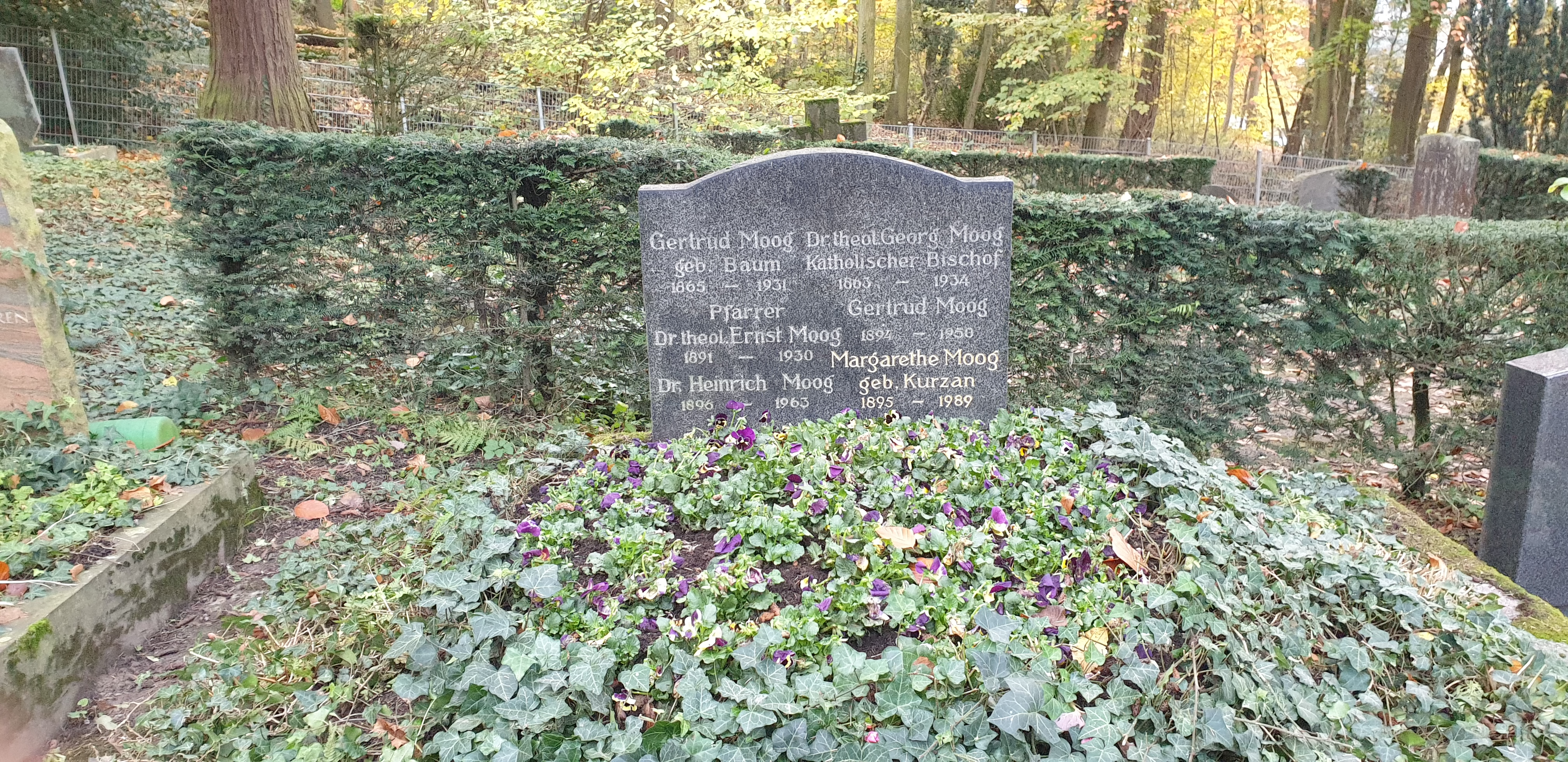
Grab der Familie Moog auf dem Kessenicher Bergfriedhof in Bonn

## Veröffentlichungen
- Antoine Arnaulds Stellung zu den kirchlichen Verfassungsfragen im Kampf mit den Jesuiten. Diss. Bern 1914, 74 S.
- Johann Hugo von Orsbeck, Kurfürst von Trier, und das „Jansentum“ in Deutschland. [o. O.], 1919.
- Jesuitischer Klostererwerb heute und ehedem. Säemann-Verlag, Berlin 1925.
- Artikel in Die Religion in Geschichte und Gegenwart (RGG), Handwörterbuch für Theologie und Religionswissenschaft. Hrsg. von Hermann Gunkel und Leopold Zscharnack. 2., völlig neu bearb. Aufl. Mohr, Tübingen 1927–1931.
- Die altkatholische Gemeinde Krefeld. Willibrord-Buchhandlung, Freiburg i. Br. 1931 (postum erschienen).